# Società Ginnastica Pro Vercelli 1910-1911
Questa voce raccoglie rose e dati statistici sulla squadra di calcio Società Ginnastica Pro Vercelli nella stagione 1910-1911.

## Rosa
| N. |                   | Ruolo | Calciatore                    |
| -- | ----------------- | ----- | ----------------------------- |
|    | Italia (bandiera) | A     | Alessandro Aimone Marsan (II) |
|    | Italia (bandiera) | C     | Guido Ara                     |
|    | Italia (bandiera) | D     | Felice Barile                 |
|    | Italia (bandiera) | D     | Angelo Binaschi               |
|    | Italia (bandiera) |       | Giovanni Bossola (II)         |
|    | Italia (bandiera) | D     | Luca Bossola (I)              |
|    | Italia (bandiera) |       | Cattaneo                      |
|    | Italia (bandiera) | A     | Carlo Corna (I)               |
|    | Italia (bandiera) |       | Ferraris                      |
|    | Italia (bandiera) | A     | Pietro Ferraro (I)            |

| N. |                   | Ruolo | Calciatore          |
| -- | ----------------- | ----- | ------------------- |
|    | Italia (bandiera) | P     | Giovanni Innocenti  |
|    | Italia (bandiera) | C     | Pietro Leone (I)    |
|    | Italia (bandiera) | C     | Felice Milano (II)  |
|    | Italia (bandiera) | C     | Giuseppe Milano (I) |
|    | Italia (bandiera) |       | Paolo Piacco        |
|    | Italia (bandiera) | A     | Carlo Rampini (I)   |
|    | Italia (bandiera) |       | Raso                |
|    | Italia (bandiera) |       | Sassi               |
|    | Italia (bandiera) | D     | Modesto Valle       |

## Prima Categoria

### Girone di andata
| Milano 4 dicembre 1910 | Milan            | 0 – 0 referto | Pro Vercelli | Campo Milan di Porta Monforte\| Arbitro: \| Malvano (Torino) \| |
| Arbitro:               | Malvano (Torino) |               |              |                                                                 |

| Arbitro: | G.Gama (Milano) |

|                                                               |           |                      |
| Corna 9’, 44’, 82’ Milano II 25’, 65’ Rampini I 30’ Valle 42’ | Marcatori | 38’ ? 74’ (aut.) Ara |

| Arbitro: | Meazza (Milano) |

|                              |           |                         |
| Beraddo II 10’ Gavinelli 57’ | Marcatori | 14’ Corna 25’ Ferraro I |

| Arbitro: | Berardo (Torino) |

|  |           |                                                |
|  | Marcatori | 14’, 56’ Ferraro I 70’ Milano II 75’ Rampini I |

| Arbitro: | Meazza (Milano) |

|  |           |               |
|  | Marcatori | Rampini I Ara |

| Arbitro: | Malvano (Torino) |

|  |           |           |
|  | Marcatori | Ferraro I |

### Girone di ritorno
| Arbitro: | Meazza (Milano) |

|           |           |  |
| Valle 55’ | Marcatori |  |

| Arbitro: | Radice (Milano) |

|  |           |                                         |
|  | Marcatori | 41’ 54’ 90’ Rampini I 49’ 66’ Ferraro I |

| Arbitro: | Berra (Vercelli) |

|                                 |           |  |
| autogol 23’ ? 82’ Rampini I 83’ | Marcatori |  |

| Arbitro: | G.Colombo (Milano) |

|  |           |                    |
|  | Marcatori | 41’, 82’ Rampini I |

| Arbitro: | Malvano (Torino) |

|                                  |           |                 |
| Ferraro I 29’, 35’ Milano II 75’ | Marcatori | 48’ Bachmann II |

| Vercelli 26 marzo 1911 | Pro Vercelli     | 0 – 0 | Juventus | Campo piazzale Conte di Torino\| Arbitro: \| Scamoni (Torino) \| |
| Arbitro:               | Scamoni (Torino) |       |          |                                                                  |

| Arbitro: | Meazza (Milano) |

|                                                 |           |  |
| Rampini I 20’ Corna 28’ Valle 70’ Ferraro I 73’ | Marcatori |  |

| Arbitro: | Meazza (Milano) |

|                                           |           |  |
| Rampini I pt’, pt’, pt’ ? pt’ ? st’ ? st’ | Marcatori |  |

| Arbitro: | Magni (Milano) |

|                 |           |     |
| Gol · Gol · Gol | Marcatori | Gol |

| Torino 6 giugno 1911 | Torino | 2 – 0 | Pro Vercelli |  |

### Finalissima
| Arbitro: | G.Gama (Milano) |

|                                 |           |  |
| Milano II 4’ Rampini I 23’, 60’ | Marcatori |  |

| Arbitro: | Meazza (Milano) |

|             |           |                         |
| Ciscato 15’ | Marcatori | 30’ Ferraro I ?’ Piacco |